# 살로메 알렉산드라
살로메 알렉산드라(히브리어: שְׁלוֹמְצִיּוֹן אלכסנדרה, Salome Alexandra, 기원전 139년 - 기원전 67년)는 고대 이스라엘을 지배한 하스몬 왕조의 여왕(재위:기원전 76년-기원전 67년)이다. 선대 왕 알렉산드르 얀나이오스의 부인이자 요한 히르카노스 2세와 아리스토브로스 2세의 어머니이다.

## 즉위
아리스토불로스 1세와 결혼하여 남편이 기원전 103년 통치 불과 1년 만에 사망하자 남편의 형제로 투옥되어 있던 알렉산드르 얀나이오스를 석방, 결혼하여 통치자로 삼았다. 기원전 76년 얀나이오스 사후 아들로 마음 약한 요한 히르카노스 2세를 대제사장로 삼고 자신은 여왕으로 통치했다.이는 차남 아리스토불로스 2세의 불만을 고조시킨 결과였다.

## 바리사이파의 전횡
남편의 유언에 따라 탄압받던 바리사이파와 화해하여 민중에게 영향력을 미치던 바리사이파의 권세는 날로 높아졌다.이집트에 망명해 있던 시몬·벤·셰타하를 불러들여, 산헤드린의 의장으로 임명했다.하스몬 왕조를 적대시하던 바리사이파와의 화해는 일단 국내에 안정을 가져왔지만 아들들의 권력다툼과 중세에 대한 민중의 불만은 증폭되고 있었다.기록에 의하면 간만한 크기의 보리이삭, 올리브열매만한 보리열매, 금알만한 렌즈콩 등 풍부한 수확물로 부유한 생활을 했다고 하며 곡물의 3분의 1, 과수원 포도밭 수확의 절반을 받을 권리가 있어 염세 등 간접세에 의한 부담도 민중에게는 고통스러웠을 것으로 생각된다.
바리사이파는 얀나이오스 시절 자신들을 탄압한 사람들을 보복하고 디오게네스 등을 살해했다.이에 반바리사이파는 아리스토불로스를 앞세워 반발했고 이들에게 휴르카니아, 알렉산드레이온, 마카이로스를 제외한 요새의 수비를 맡겼다.
아르메니아의 왕 티그라네스 2세가 시리아의 셀레우코스 왕조 지배를 목표로 진군해 오자, 사신을 보내 우호 관계를 확인했다.결국 티그라네스는 공화정 로마와의 전쟁 때문에 귀국하여 무사히 끝났다(기원전 69년경).

## 아리스토불로스 반란과 알렉산드라의 죽음
알렉산드라가 중병에 걸리자 아리스토불로스 2세는 아가바로 탈출해 파라이스테스의 비호 아래 들어갔다.아리스토블로스는 파리사이파의 전횡을 싫어해 권력탈취를 위해 거병했다.아리스토블로스에는 속속 합류자가 나타났고 예루살렘의 장로단과 히르카노스 2세는 당황했다.그들은 알렉산드라의 결단을 촉구했지만 알렉산드라는 그들이 이득이라고 생각하는 수단을 취하면 되며, 자신은 체력이 다하여 국사에 마음을 돌릴 수조차 없다고 하였다. 알렉산드라는 곧 72세를 일기로 사망했다.
그녀가 죽은 뒤 아들들이 뒤를 이어 왕위에 올랐지만 이윽고 폼페이우스가 이끄는 로마군이 도래함으로써 하스몬 왕조의 시대는 종식된다.